# Terry O'Quinn
Terrance (Terry) O'Quinn (Newberry, Michigan, 15 juli 1952) is een Amerikaans acteur.
Hij is vooral bekend door zijn rol als John Locke in de Amerikaanse televisieserie Lost. Voordien speelde hij de FBI Directeur Kendall in Alias. Hij had ook nog talrijke gastrollen in onder andere JAG, The X Files, Roswell, The West Wing, Law & Order: Criminal Intent en Navy NCIS.
Sinds 1979 is hij getrouwd met zijn vrouw Lori en samen hebben ze twee zonen: Oliver en Hunter.

## Filmografie
- The Walking Dead: The Ones Who Live (2024)
- 666 Park Avenue (2012-heden)
- Hawaii Five-0 (2011-2012)
- Masters of Science Fiction (aflevering: The Awakening) (2007)
- Lost (2004-2010)
- Navy NCIS: Naval Criminal Investigative Service (2004)
- Law & Order: Criminal Intent (2004)
- The West Wing (2003-2004)
- Alias (2002-2004)
- Hometown Legend (2002)
- Roswell (2001)
- American Outlaws (2001)
- The X Files (1998)
- Breast Men (1997)
- Shadow Conspiracy (1997)
- Ghosts of Mississippi (1996)
- Primal Fear (1996)
- Shadow Warriors (1996)
- Millennium (1996-1999)
- Hawai 5-0 (2010-)
- The X Files (TV) (1995-2002)
- JAG (1995-2002)
- Lipstick Camera (1994)
- Tombstone (1993)
- The Cutting Edge (1992)
- My Samurai (1992)
- Company Business (1991)
- The Rocketeer (1991)
- Blood Oath (1990)
- The Forgotten One (1990)
- Stepfather II (1989)
- Blind Fury (1989)
- Young Guns (1988)
- Jogger (1988)
- Pin... (1988)
- Black Widow (1987)
- The Stepfather (1987)
- SpaceCamp (1986)
- Silver Bullet (1985)
- The New Twilight Zone (1985)
- Mischief (1985)
- Mrs. Soffel (1984)
- Miami Vice (1984)
- Places in the Heart (1984)
- All the Right Moves (1983)
- Without a Trace (1983)
- Heaven's Gate (1980)

## Prijzen
- 2005 - Saturn Award
  - Beste mannelijke bijrol in een televisieserie
- 2006 - Screen Actors Guild Award
  - Beste cast voor Lost
- 2007 - Emmy Award
  - Beste mannelijke bijrol in een televisieserie